# Elezioni europee del 2004 in Austria
Le elezioni europee del 2004 in Austria si sono tenute il 13 giugno.

## Risultati
| Liste  | Liste                               | Gruppo    | Voti      | %     | Seggi |
| ------ | ----------------------------------- | --------- | --------- | ----- | ----- |
|        | Partito Socialdemocratico d'Austria | PSE       | 833.517   | 33,33 | 7     |
|        | Partito Popolare Austriaco          | PPE-DE    | 817.716   | 32,70 | 6     |
|        | Lista Hans-Peter Martin             | NI        | 349.696   | 13,98 | 2     |
|        | I Verdi                             | Verdi/ALE | 322.429   | 12,89 | 2     |
|        | Partito della Libertà Austriaco     | NI        | 157.722   | 6,31  | 1     |
|        | Partito Comunista d'Austria         | -         | 19.530    | 0,78  | -     |
| Totale | Totale                              | Totale    | 2.500.610 |       | 18    |